# Salen-Ki filter
Kolo generalno poznato kao Salen-Ki filter (engl. Sallen Key filter), dobilo je naziv po R. P. Salenu i E. L. Kiju, koji su 1955. godine opisali ovo kolo. Salen-Ki je topologija (aktivnih) elektronskih filtera sa dva pola. Ponekad se naziva i VCVS (engl. Voltage Controlled Voltage Source – naponski kontrolisan izvor napona), jer predstavlja izmijenjeni oblik VCVS topologije filtera.
Salen-Ki filter dostupan je u nekoliko verzija i to: propusnik niskih učestalosti (engl. low-pass), propusnik visokih učestalosti (engl. high-pass) i propusnik opsega učestalosti (engl. bandpass). Bandpass verzija se ne preporučuje jer ulazni otpornik može težiti nekoj veoma maloj vrijednosti.
Pozitivne strane Salen-Ki filtera su:
- jednostavnost dizajna,
- pozitivno pojačanje;

dok su ograničenja:
- pojačanje i faktor dobrote Q su međusobno zavisni,
- Q mora biti > ½ , dok A mora biti > 1.

## Uopštena analiza kola Salen-Ki filtera
Kolo na slici 1. je uopštena forma kola Salen-Ki filtra. Na datom kolu biće pokazana dva načina rešavanja (proračuna) kola.

### Prvi način traženja prenosne funkcije.
Krećemo od Kirhofovog zakona za struje (za čvor {\displaystyle V_{x}}):
{\displaystyle I_{1}=I_{2}+I_{4}\qquad ...\qquad (1)}
{\displaystyle I_{1}={\cfrac {V_{in}-V_{x}}{Z_{1}}}}
{\displaystyle I_{2}={\cfrac {V_{x}-V^{+}}{Z_{2}}}}
{\displaystyle I_{4}={\cfrac {V_{x}-V_{our}}{Z_{4}}}}
Kada u jednačinu (1) uvrstimo izraze za struje, dobijamo:
{\displaystyle {\cfrac {V_{in}-V_{x}}{Z_{1}}}={\cfrac {V_{x}-V^{+}}{Z_{2}}}+{\cfrac {V_{x}-V_{out}}{Z_{4}}}\qquad \Rightarrow \qquad {\frac {V_{in}}{Z_{1}}}-{\frac {V_{x}}{Z_{1}}}={\frac {V_{x}}{Z_{2}}}-{\frac {V^{+}}{Z_{2}}}+{\frac {V_{x}}{Z_{4}}}-{\frac {V_{out}}{Z_{4}}}\qquad \Rightarrow }
{\displaystyle {\frac {V_{in}}{Z_{1}}}+{\frac {V_{out}}{Z_{4}}}+{\frac {V^{+}}{Z_{2}}}=V_{x}\left({\frac {1}{Z_{1}}}+{\frac {1}{Z_{2}}}+{\frac {1}{Z_{4}}}\right)\qquad \Rightarrow }
{\displaystyle {\frac {V_{in}}{Z_{1}}}+{\frac {V_{out}}{Z_{4}}}+{\frac {\color {Blue}V^{+}}{Z_{2}}}={\color {OliveGreen}V_{x}}\left({\cfrac {Z_{2}Z_{4}+Z_{1}Z_{4}+Z_{1}Z_{2}}{Z_{1}Z_{2}Z_{4}}}\right)\qquad ...\qquad (2)}
Kako je:
{\displaystyle V^{-}={\cfrac {R_{3}}{R_{3}+R_{4}}}V_{out}},
a kako je uspostavljena negativna povratna sprega, važi da je:
{\displaystyle V^{+}=V^{-}\qquad \Rightarrow \qquad {\color {Blue}V^{+}}=V_{out}{\cfrac {R_{3}}{R_{3}+R_{4}}}\qquad ...\qquad (3)}
Za čvor {\displaystyle V^{+}} takođe važi:
{\displaystyle V^{+}={\cfrac {Z_{3}}{Z_{2}+Z_{3}}}V_{x},},
pa kad izjednačimo dvije jednačine za {\displaystyle V^{+}} dobijamo:
{\displaystyle {\cfrac {Z_{3}}{Z_{2}+Z_{3}}}V_{x}=V_{out}{\cfrac {R_{3}}{R_{3}+R_{4}}}}
{\displaystyle {\color {OliveGreen}V_{x}}=V_{out}{\cfrac {R_{3}({Z_{2}+Z_{3}})}{Z_{3}(R_{3}+R_{4})}}\qquad ...\qquad (4)}
Uvrštavanjem jednačina (3) i (4) u jednačinu (2) dobijamo izraz u kojem će figurisati samo naponi {\displaystyle V_{in}} i {\displaystyle V_{out}}. Na taj način lako dobijamo prenosnu funkciju tj. odnos {\displaystyle {\frac {V_{out}}{V_{in}}}}.

### Drugi način traženja prenosne funkcije.
Drugi način rešavanja kola se svodi na primjenu metode potencijala čvorova.
Za čvor {\displaystyle V_{x}}:
{\displaystyle {\color {OliveGreen}V_{x}}\left({\frac {1}{Z_{1}}}+{\frac {1}{Z_{2}}}+{\frac {1}{Z_{4}}}\right)=V_{in}\left({\frac {1}{Z_{1}}}\right)+{\color {Blue}V^{+}}\left({\frac {1}{Z_{2}}}\right)+V_{out}\left({\frac {1}{Z_{4}}}\right)\qquad ...\qquad (5)}
za čvor {\displaystyle V^{+}}:
{\displaystyle V^{+}\left({\frac {1}{Z_{2}}}+{\frac {1}{Z_{3}}}\right)=V_{x}\left({\frac {1}{Z_{2}}}\right)V^{+}\left({\frac {1}{Z_{2}}}+{\frac {1}{Z_{3}}}\right)=V_{x}\left({\frac {1}{Z_{2}}}\right)\qquad \Rightarrow }
{\displaystyle V_{x}=V^{+}\left(1+{\cfrac {Z_{2}}{Z_{3}}}\right)\qquad ...\qquad (6)}
za čvor {\displaystyle V^{-}} :
{\displaystyle V^{-}\left({\frac {1}{R_{3}}}+{\frac {1}{R_{4}}}\right)=V_{out}\left({\frac {1}{R_{4}}}\right)\qquad \Rightarrow \qquad {\color {Blue}V^{-}}=V_{out}\left({\cfrac {R_{3}}{R_{3}+R_{4}}}\right)\qquad ...\qquad (7)}
Uspostavljena je negativna povratna sprega pa važi:
{\displaystyle V^{+}=V^{-}\qquad ...\qquad (8)}
Kako važi jednačina (8), uvrštavanjem jednačine (7) u jednačinu (6) dobijamo:
{\displaystyle {\color {OliveGreen}V_{x}}=V_{out}\left({\cfrac {R_{3}}{R_{3}+R_{4}}}\right)\left({\cfrac {Z_{3}+Z_{2}}{Z_{3}}}\right)\qquad ...\qquad (9).}
Prenosnu funkciju {\displaystyle {\cfrac {V_{out}}{V_{in}}}} dobijamo tako što izraze (7) i (9) uvrsrimo u jednačinu (5). Tako smo dobili jednačinu u kojoj od napona figurišu samo naponi {\displaystyle V_{in}} i {\displaystyle V_{out}}

## Tipovi Salen-Ki filtera

### Niskopropusni Salen-Ki filter
Da bi se spriječila pojava preklapanja spektra zbog prisustva visoko frekventnih signala, spektar signala se prije diskretizacije ograničava propuštanjem kroz analogni niskofrekventni filter. Uloga filtra je da smanji snagu ulaznog signala. U praksi se smatra da je dovoljno ako se amplituda signala iznad Nikvistove krive učestanosti smanji na manje od 1% (-40 dB) amplitude korisnog signala.
Funkciju prenosa Salen Ki filtra propusnika niskih učestanosti dobijamo na sledeći način:
{\displaystyle V^{+}=V^{-}}
{\displaystyle V^{-}={\frac {R_{3}}{R_{3}+R_{4}}}\,V_{out}}
{\displaystyle V^{+}={\frac {R_{3}}{1+sC_{2}R_{2}}}\,V_{x}}
{\displaystyle {\frac {R_{3}V_{out}}{R_{3}+R_{4}}}={\frac {V_{x}}{1+sC_{2}R_{2}}}\Rightarrow V_{x}={\frac {R_{3}(1+sC_{2}R_{2})}{R_{3}+R_{4}}}\,V{out}\ldots (1)}
{\displaystyle {\frac {V_{in}-V_{x}}{R_{1}}}={\frac {V_{x}-V^{+}}{R_{2}}}+sC_{1}(V_{x}-V_{out})}
{\displaystyle {\frac {V_{in}}{R_{1}}}=({\frac {1}{R_{1}}}+{\frac {1}{R_{2}}}+sC_{1})\,V_{x}-{\frac {R_{3}V_{out}}{R_{2}(R_{3}+R_{4})}}-sC_{1}V_{out}\ldots (2)}
Uvrštavanjem jednačine (1) u jednačinu (2) dobijamo prenosnu funkciju sistema:
{\displaystyle {\frac {V_{out}}{V_{in}}}={\frac {\frac {R_{3}+R_{4}}{C_{1}C_{2}R_{1}R_{2}R_{3}}}{s^{2}+s{\frac {1}{C_{1}R_{2}}}+s{\frac {1}{C_{1}R_{1}}}-s{\frac {R_{4}}{C_{2}R_{2}R_{3}}}+{\frac {1}{C_{1}C_{2}R_{1}R_{2}}}}}}
Prenosna funkcija Salen Ki filtra propusnika niskih učestanosti ima i sledeci opšti oblik:
{\displaystyle {\frac {V_{out}}{V_{in}}}={\frac {K}{-({\frac {f}{f_{c}}})^{2}+{\frac {jf}{Q_{c}f_{c}}}+1}}}
Ova funkcija prenosa zavisi od granične učestanosti filtra pa razlikujemo tri moguća slučaja:
- kad je {\displaystyle f<<f_{c}}, funkcija prenosa teži K i signal koji prolazi kroz filter se množi sa faktorom pojačanja K.
- kad je {\displaystyle f=f_{c}}, funkcija prenosa se svodi na -jKQ i signal koji prolazi kroz filter je pojačan za faktor Q.
- kad je {\displaystyle f>>f_{c}}, signal je oslabljen za korijen frekvencijskog odnosa.

Granična učestanost  kao i faktor dobrote Q, se lako određuje upoređujući ova dva izraza za funkciju prenosa filtra pa imamo da je:
{\displaystyle f_{c}={\frac {1}{2\pi {\sqrt {C_{1}C_{2}R_{1}R_{2}}}}}}
{\displaystyle Q={\frac {R_{3}{\sqrt {C_{1}C_{2}R_{1}R_{2}}}}{C_{1}R_{1}R_{3}+C_{1}R_{2}R_{3}-C_{2}R_{1}R_{4}}}}

### Salen-Ki filter propusnik visokih učestalosti
Na visokim učestanostima C1 i C2 se ponašaju kao zatvoreni prekidači i signal je vezan na masu na ulazu pojačavača, tako da se ulazni signal ne pojavljuje na izlazu.
Kod Salen Ki filtra propusnika visokih uučestanosti prenosnu funkciju dobijamo slično pethodnom postupku:
{\displaystyle V^{-}={\frac {R_{3}}{R_{3}+R_{4}}}\,V_{out}}
{\displaystyle V^{+}={\frac {sC_{2}R_{2}}{1+sC_{2}R_{2}}}\,V_{x}}
{\displaystyle V^{+}=V^{-}}
{\displaystyle {\frac {R_{3}V_{out}}{R_{3}+R_{4}}}={\frac {sC_{2}R_{2}V_{x}}{1+sC_{2}R_{2}}}\Rightarrow V_{x}={\frac {R_{3}(1+sC_{2}R_{2})}{sC_{2}R_{2}(R_{3}+R_{4})}}\,V{out}\ldots (1)}
{\displaystyle {\frac {V_{in}-V_{x}}{\frac {1}{sC_{1}}}}={\frac {V_{x}-V^{+}}{\frac {1}{sC_{2}}}}+{\frac {V_{x}-V_{out}}{R_{1}}}}
{\displaystyle sC_{1}V_{in}=({\frac {1}{R_{1}}}+sC_{1}+sC_{2})\,V_{x}-{\frac {sC_{2}R_{3}}{R_{3}+R_{4}}}\,V_{out}-{\frac {1}{R_{1}}}\,V_{out}\ldots (2)}
Uvrštavanjem jednačine (1) u jednačinu (2) dobijamo pernosnu funkciju sistema:
{\displaystyle {\frac {V_{out}}{V_{in}}}={\frac {s^{2}{\frac {R_{3}+R_{4}}{R_{3}}}}{s^{2}+s{\frac {1}{C_{1}R_{2}}}+s{\frac {1}{C_{2}R_{2}}}-s{\frac {R_{4}}{C_{1}R_{1}R_{3}}}+{\frac {1}{C_{1}C_{2}R_{1}R_{2}}}}}}
Prenosna funkcija Salen Ki filtra propusnika niskih učestanosti ima i sledeći opšti oblik:
{\displaystyle {\frac {V_{out}}{V_{in}}}={\frac {K}{-({\frac {f}{f_{c}}})^{2}+{\frac {jf}{Q_{c}f_{c}}}+1}}}
Ova funkcija prenosa zavisi od granične učestanosti filtra pa razlikujemo tri moguća slučaja:
- kad je {\displaystyle f<<f_{c}}, funkcija prenosa se svodi na {\displaystyle -K({\frac {f}{f_{c}}})}.Za frekvencije ispod fc signal je oslabljen za korijen frekvencijskog odnosa.
- kad je {\displaystyle f=f_{c}}, funkcija prenosa se svodi na -jKQ i signal koji prolazi kroz filter je pojačan za faktor Q.
- kad je {\displaystyle f>>f_{c}}, funkcija prenosa teži K pa se signal koji prolazi kroz filter množi pojačanjem K.

Granična učestanost  kao i faktor dobrote Q ,se lako određuje upoređujući ova dva izraza za funkciju prenosa filtra pa imamo da je:
{\displaystyle f_{c}={\frac {1}{2\pi {\sqrt {C_{1}C_{2}R_{1}R_{2}}}}}}
{\displaystyle Q={\frac {R_{3}{\sqrt {C_{1}C_{2}R_{1}R_{2}}}}{C_{1}R_{1}R_{3}+C_{2}R_{1}R_{3}-C_{2}R_{1}R_{4}}}}

## Literatura
- Williams, Arthur B & Taylor, Fred J (1995). Electronic Filter Design Handbook. McGraw-Hill. ISBN 978-0-07-070441-1.
- Zverev, Anatol I. (1969). Handbook of Filter Synthesis. John Wiley & Sons. ISBN 978-0-471-98680-5.

## Spoljašnje veze
- Архивирано на веб-сајту  (9. децембар 2009)